# Darling (řeka)
Darling (anglicky Darling River) je řeka na jihovýchodě Austrálie ve státech Nový Jižní Wales a Victoria, pravý přítok řeky Murray. Je dlouhá 2 740 km. Povodí má rozlohu 710 000 km². Na horním toku nad soutokem s řekou Kalgoa se nazývá postupně Dumerik, Macintyre, Barwon.

## Průběh toku
Pramení na svazích hřbetu New England. Na dolním toku protéká polopouští.

## Vodní režim
Zdrojem vody jsou dešťové srážky. Režim je povodňový. Kolísání hladiny místy dosahuje 6 až 8 m. V období sucha na dolním toku vysychá, popř. se rozpadá na oddělené části. Průměrný roční průtok je 57 m³/s.

## Využití
Využívá se na zavlažování.